# ともしび (千葉真一の曲)
『ともしび』は、千葉真一の楽曲。

## 解説
コダマプレスから1963年3月に、『千葉真一のともしび』（歌う東映スター特集号）のシングルとして販売された。ベースになったのはロシア民謡「ともしび」で、日本語歌詞にし編曲もされた。2枚組セットで、もう1枚は「本当だぜ 君」が収録されている。

## 楽曲・スタッフ
※ライナーノーツより。
- シート1 ： ともしび
- シート2 ： 本当だぜ 君
- 伴奏 ： コダマ・オーケストラ
- 指揮 ： 橋場清
- 企画協力 ： 東映
- 表紙・本文写真特写 ： 山本英
- 表紙デザイン ： 外村達雄
- 文 ： 松島修介

## 形式・製作
※ライナーノーツより。
- 盤式 ： ソノシート（2曲とも45回転）
- ライナーノーツ ： 8ページ
- 規格番号 ： KZ-1003
- 生産国 ： 日本
- 発売年 ： 1963年
- 発売価格 ： ￥280
- 音楽レーベル ： 特選歌謡コダマ